# Parc provincial Sandbanks (Terre-Neuve-et-Labrador)
À ne pas confondre avec le parc provincial Sandbanks en Ontario.
Le parc provincial Sandbanks est un parc provincial de la province canadienne de Terre-Neuve-et-Labrador situé sur l'île de Terre-Neuve. Il est situé sur la côte sud-ouest de l'île près de la ville de Burgeo, à environ 150 km de la route Transcanadienne et à moins de trois heures de Corner Brook. Le parc est connu pour ses vastes plages de sable et ses dunes,.  
D'une superficie de 2,32 kilomètres carrés, le parc comprend plus de sept kilomètres de plage et plusieurs sentiers de randonnée à travers la tourbière et la zone boisée. Un chemin mène à un belvédère à Cow Head. 

## Biologie et écologie
L'érosion des dunes de sable est visible à plusieurs endroits, ce qui entraîne les autorités du parc à inciter les visiteurs à rester sur les sentiers désignés. 

### Flore
Le parc provincial Sandbanks abrite la gesse maritime (Lathyrus japonicus), aussi connue sous le nom de pois de plage.  Les dunes de sable fragiles sont également recouvertes d'herbe de plage (Ammophila breviligulata).

### Faune
Le pluvier siffleur, une espèce d'oiseau quasi-menacée, niche sur les plages et dans les dunes de sable du parc. Le parc et ses environs constituent d'ailleurs une importante voie de migration des oiseaux. 